# سفید کردن (آشپزی)
سفید کردن، نیم‌پز کردن یا بلانچینگ (به انگلیسی: Blanching) نوعی فرایند پخت‌وپز است که در آن مادهٔ غذایی که معمولاً یک سبزی یا میوه است در داخل آب جوش غوطه ور می‌شود و بعد از یک فاصلهٔ زمانی مشخص و کوتاه خارج می‌شود و در نهایت در داخل آب یخ یا در زیر آب سرد در حال جریان قرار داده می‌شود (شوک داده می‌شود) تا فرایند پخت متوقف شود.
همیشه هدف از این کار سفید کردن، در پخت‌وپز نیست. مواد غذایی به این خاطر سفید می‌شوند تا نرم شوند، یا تا حدی یا کاملاً پخته شوند یا اینکه مزهٔ قوی آن‌ها برداشته شود (برای نمونه در مورد گوشت خوک، کلم یا پیازها).
همچنین، زمانیکه پسته یا بادام سفید می‌شود، پوستهٔ آجیل نرم می‌شود و به راحتی قابل برداشت است.

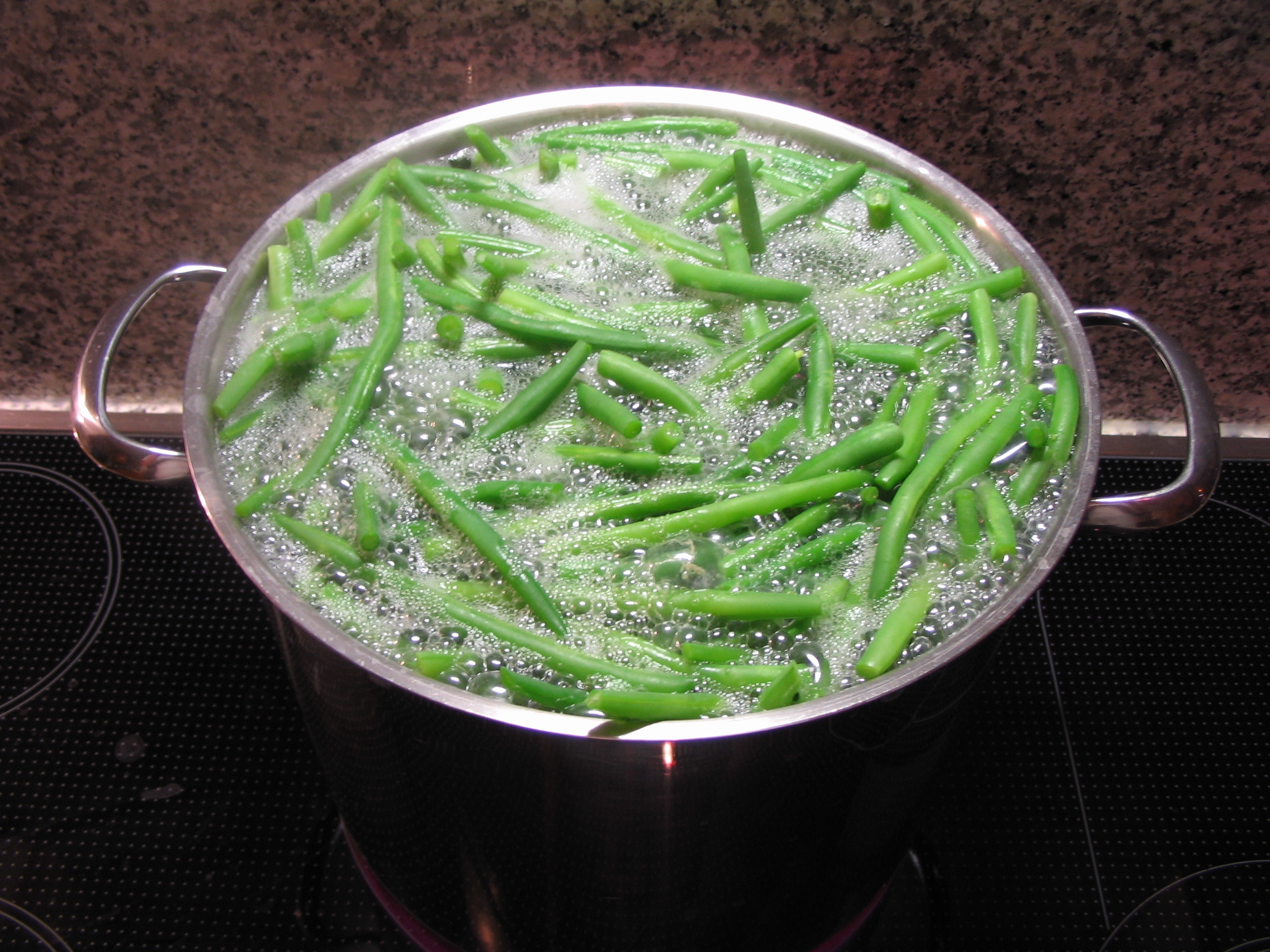
اولین مرحله برای سفید کردن لوبیا سبز